# KrAZ-6322
L'KRAZ-6322 (AutoCarro Tattico Logistico, in ucraino: КрАЗ-6322) è un autocarro militare per il trasporto dei materiali sviluppato da KrAZ  per soddisfare le esigenze moderne delle forze armate ucraine. Il KrAZ-6322 è un camion fuoristrada con trazione 6×6 destinato a condizioni estreme. È stato presentato per la prima volta alla fiera dell'industria della difesa del 1994 a Kiev, in Ucraina.
Il KrAZ-6322 è stato prodotto nello stabilimento KrAZ di Kremenchuk dal 1994.

## Descrizione
Il veicolo tattico KrAZ-6322 si basa su un telaio 6×6. Può essere adibito as un trasporto truppe in numero di 24 persone mentre la sua cabina può ospitare un equipaggio da uno a tre persone.
Il camion è lungo 9,1 m, alto 3,25 m e largo 2,72 m. Ha una massa a vuoto di 12.700 kg, una massa totale di 22.800 kg e una capacità di carico di 10.000 kg. Il camion può trainare un rimorchio di 10.000 kg su tutti i terreni e 30.000 kg durante la marcia su strade con copertura dura. Il peso consigliato del rimorchio trainato per gli aerei sugli aeroporti di cemento è di 75.000 kg.
Ha in dotazione un argano con una forza di trazione di circa 12 t per fornire aiuto per recuperare veicoli bloccati e carichi pesanti su un rimorchio. Il veicolo può essere costruito sia nella versione con guida a sinistra che con guida a destra, in base alle richieste dei clienti. Offre protezione corazzata per gli occupanti e le unità principali contro le esplosioni di mine. Dispone inoltre di contromisure elettroniche difensive.
Il KrAZ-6322 è alimentato da un motore diesel YAMZ-238DE2 turbo a otto cilindri, a forma di V, con una potenza di 330 CV. Il motore è dotato di un sistema di depurazione dell'aria ed è accoppiato al sistema di trasmissione 9JS150ТА. È conforme alle norme sulle emissioni Euro 0. Ha un cambio meccanico YAMZ-2381 a otto velocità e due rapporti, insieme a una frizione a disco singolo YAMZ-183. Il veicolo è inoltre dotato di pneumatici 530/70-21, che utilizzano un sistema di controllo della pressione e un sistema di gonfiaggio centralizzato per il fuoristrada.
È dotato di assali centrali per autocarro a due stadi a una velocità con differenziali bloccabili sugli assi incrociati e un assale intermedio di tipo passante. Ha anche una scatola di trasferimento meccanica a due alberi con un interasse bloccabile e differenziali tra le ruote. Ha due serbatoi di carburante, ciascuno con una capacità di 250 l, mentre il motore consuma 39 l di carburante ogni 100 km.
Il veicolo tattico viaggia a una velocità massima di 80 km/h e ha un'autonomia fino a 1.500 km. Ha un raggio di sterzata di 13,5 m e può superare ostacoli d'acqua fino a 1,5 m e pendenze laterali di 25º. Può attraversare un manto nevoso fino a 0,6 m e può salire su pendenze di 35º. L'eccellente manovrabilità e l'elevata capacità in condizioni ambientali difficili sono tra le migliori qualità del KrAZ-6322. Questo lo rende adatto per qualsiasi terreno. Può anche resistere a temperature comprese tra -50 °C e +60 °C.

## Varianti

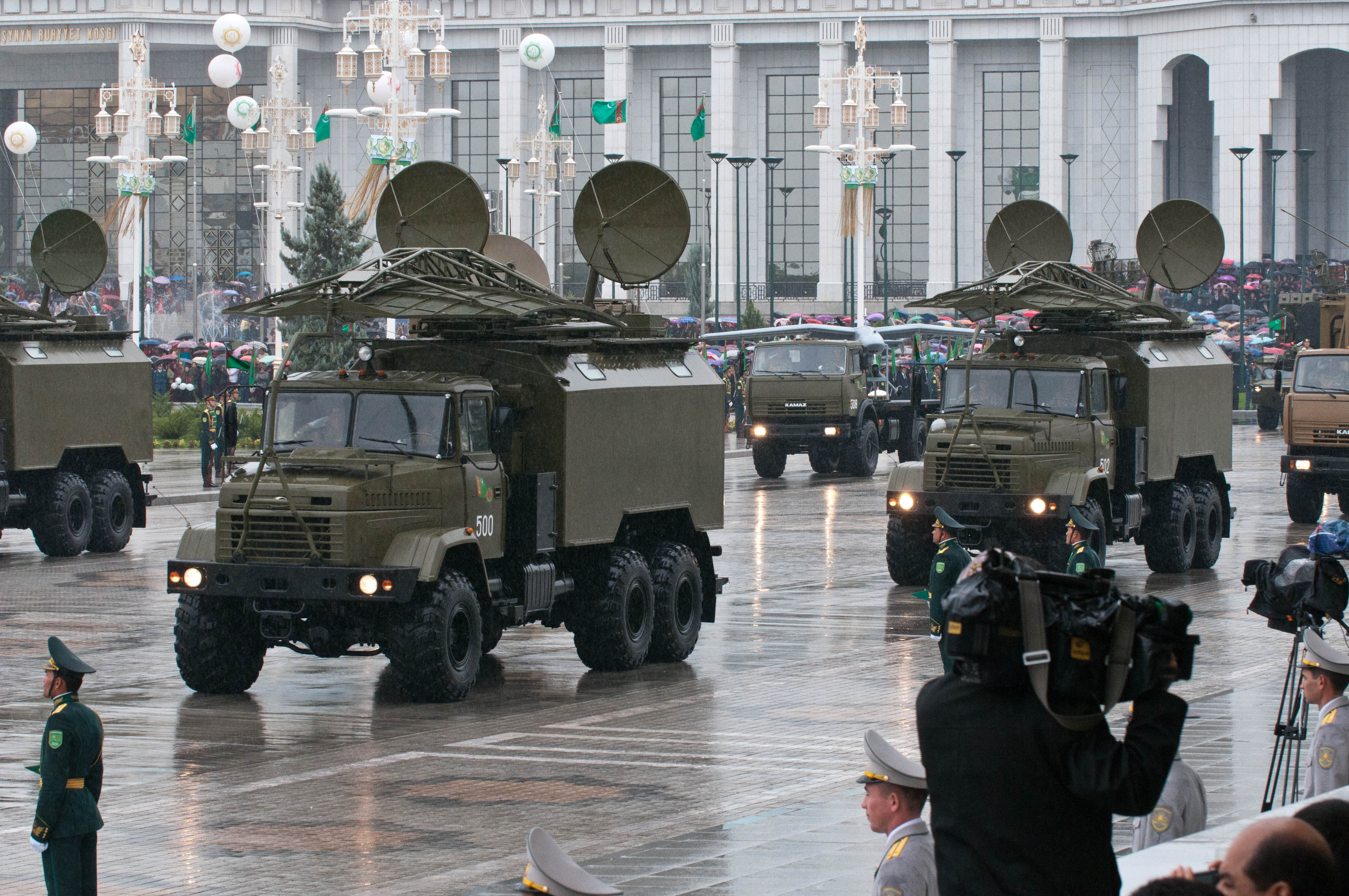
KrAZ-63221REB-01 «Sentry» alla parata militare del 2011

- KrAZ-6322 "Soldier" (КрАЗ-6322 «Солдат»): versione trasporto[3]
- KrAZ-6322 AF1 (КрАЗ-6322 АФ1): KUNG su telaio KrAZ-6322
- KrAZ-6322RA (КрАЗ-6322РА): monta un BM-21 Grad su telaio KrAZ-6322[4]
- KrAZ-6322 "Raptor"[5]
- KrAZ "Feona": MRAP su telaio KrAZ-6322
- KrAZ "Forpost" (КрАЗ "Форпост") - MRAP su telaio KrAZ-6322
- KrAZ-63221 (КрАЗ-63221)
- RS-122 (დრს-122):  BM-21 Grad su telaio KrAZ-63221
- ATs-12-63221 (АЦ-12-63221): cisterna di carburante su telaio KrAZ-63221
- ATsTV-10 (АЦТВ-10): cisterna d'acqua su telaio KrAZ-63221
- АКТ-2/5 (63221): camion dei pompieri su telaio KrAZ-63221
- KrAZ-63221REB-01 «Sentry» (КрАЗ-6322РЭБ-01 «Часовой»): radar passivo Kolchuga su tetelaio KrAZ-63221
- 2S22 "Bohdana": semovente d'artiglieria su telaio KrAZ-63221

## Utilizzatori
Angola
 Egitto
nel 2012 sono stati ordinati KrAZ-6322 per le forze armate egiziane. Dal 2012 diverse centinaia di camion sono stati consegnati all'esercito egiziano
 Estonia
4 camion con ponti motorizzati TMM-3M acquistati nel 2015
 Georgia
Veicolo principale da trasporto e utilitario delle forze di difesa della Georgia
 Indonesia
nel 2008 15 camion KrAZ-6322 sono stati venduti alla polizia nazionale indonesiana
 India
 Iran
 Iraq
nel giugno 2004 sono stati ordinati KrAZ-6322 per le forze armate irachene. 2150 camion KrAZ-6322 sono stati consegnati in Iraq fino a giugno 2007
 Laos
- Forze armate popolari del Laos[2]

 Nigeria
KrAZ-6322 è stato venduto alle forze armate nigeriane
 Siria
70 camion KrAZ-6322 sono stati venduti alle forze armate siriane
 Thailandia
nell'aprile 2013 i KrAZ-6322 sono stati ordinati per le forze armate tailandesi reali. Nell'ottobre 2013 i primi camion KrAZ-6322 sono stati consegnati al Royal Thai Army
 Turkmenistan
- Wojenno-Wosduschnije Sily[2]

 Ucraina
- forze terrestri ucraine

nel 2006 KrAZ-6322 è stato adottato come camion militare per le forze armate ucraine. Nel febbraio 2008 i primi 15 camion sono stati consegnati all'esercito ucraino.

## Galleria d'immagini

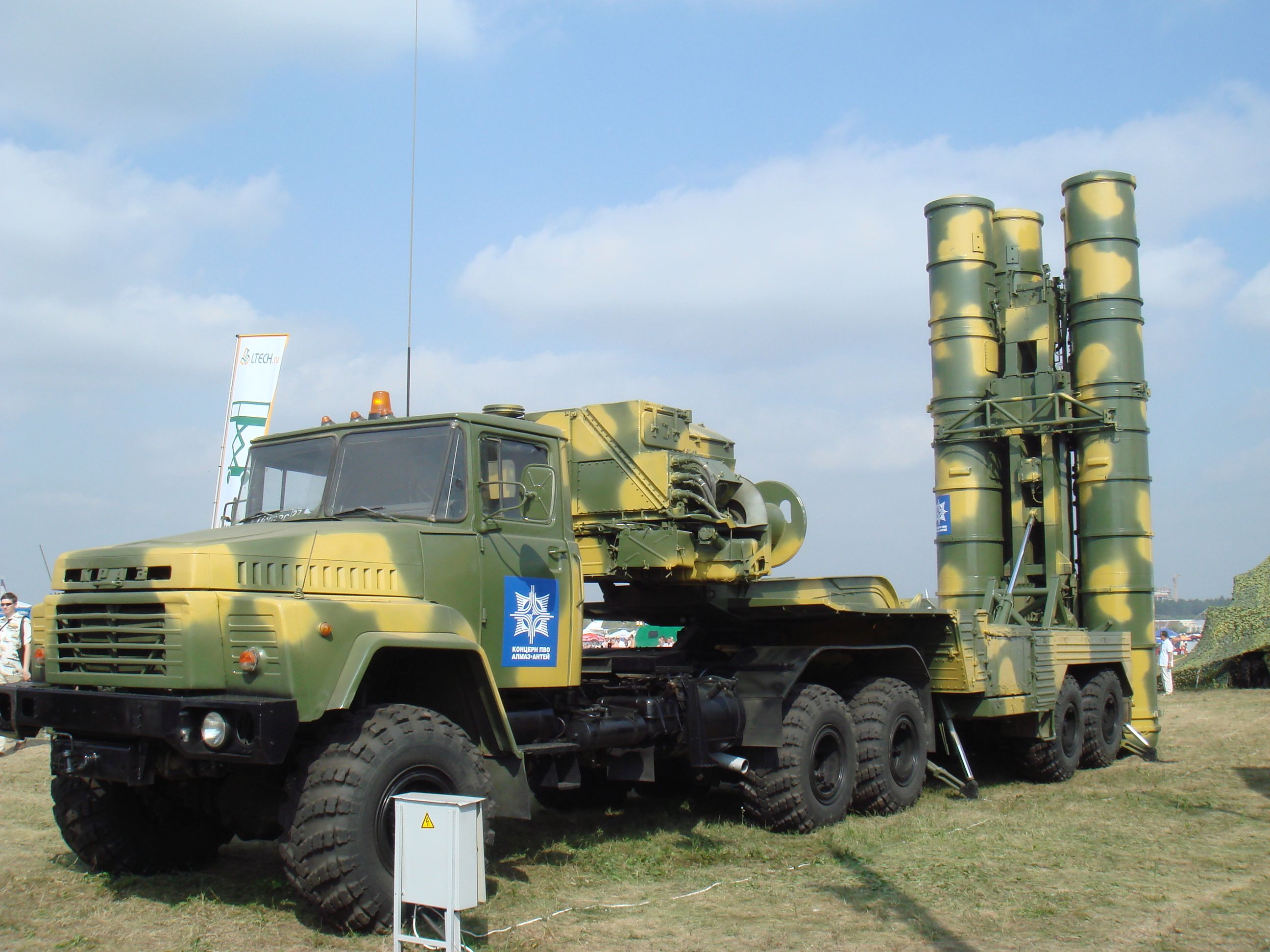
Veicolo di lancio S-300PMU-1/2 Favorit basato su un KrAZ-6446
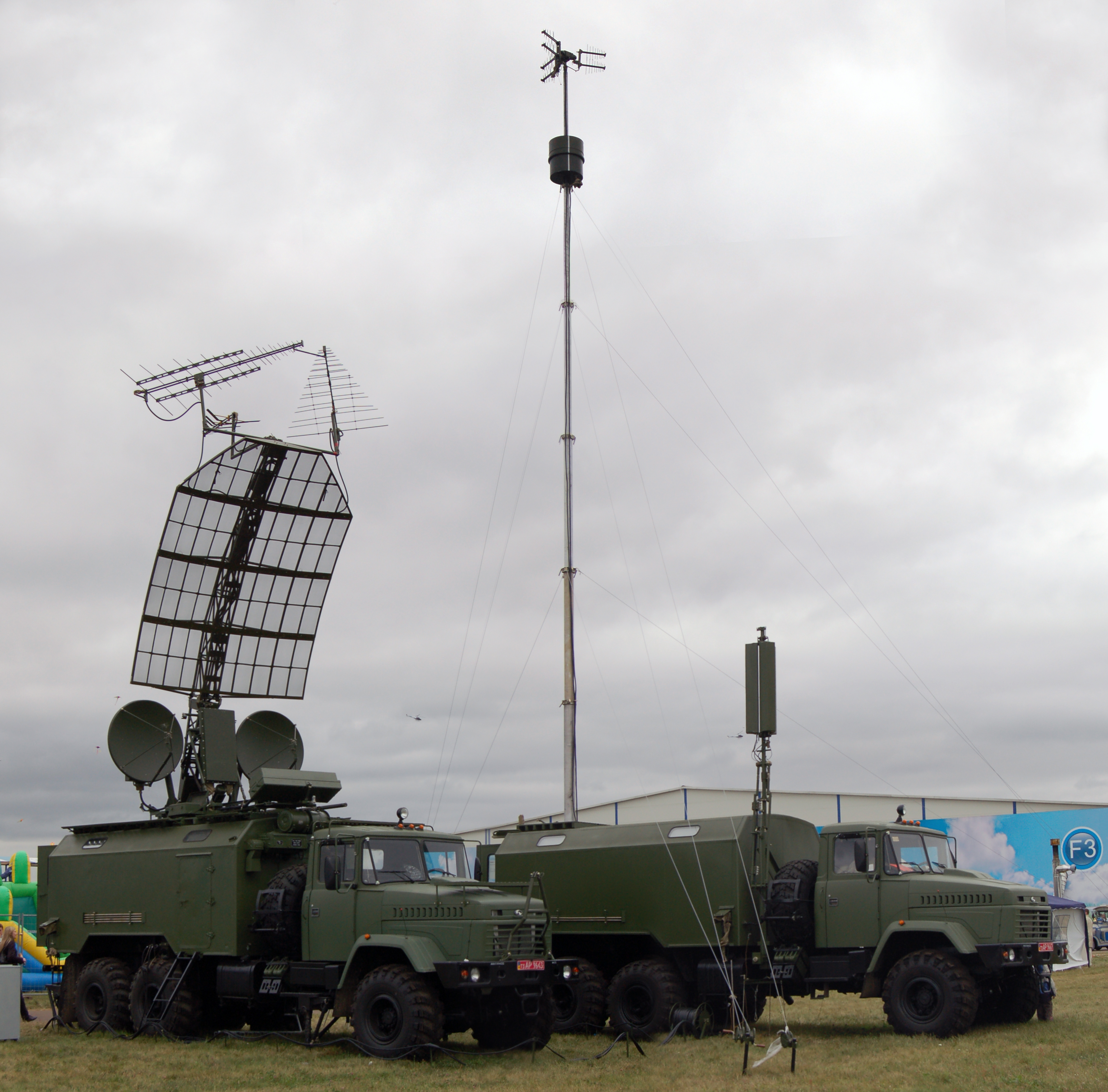
KrAZ-6322 con sistemi radar montati